# 中世文学
中世文学（ちゅうせいぶんがく、英語：medieval literature）では、中世ヨーロッパの文学について説明する。
中世文学が扱う範囲は広く、中世（476年の西ローマ帝国滅亡から15世紀後半のフィレンツェにおけるルネサンス開始までの約1000年間）にヨーロッパ内外で書かれた全ての作品を含む。この時代の文学作品は大きく宗教文学と世俗文学に分けられる。現代文学の場合と同じく、中世文学は複雑で豊富な研究領域で、極端に神聖なものから極端に猥雑なものまで多岐にわたる。時代も地域も非常にばらつきがあるので、過度な単純化抜きで概略を述べることは困難である。各作品は書かれた言語、地域、内容でジャンル分けされる。

## 言語
西ヨーロッパと中央ヨーロッパを支配したカトリック教会の言語はラテン語である。そして中世は教会が唯一の教育機関だったので、ローマによる支配を受けなかった地域でもラテン語が中世での一般的な文章語となった。しかし、東ヨーロッパは東ローマ帝国と東方正教会の影響でギリシア語と古代教会スラヴ語が支配的な文章語だった。
一方で、俗人と一部の聖職者は各自の俗語を用いた。古英語の『ベーオウルフ』、中高ドイツ語の『ニーベルンゲンの歌』、古ノルド語の『詩のエッダ』、中世ギリシア語の『ディゲニス・アクリタス』、古仏語の『ロランの歌』などが、それを今に伝える数少ない例である。これらの現存する叙事詩は普通（著者不明ではあるものの）特定の個人の作品と考えられるが、民衆の古い口承文学が元になっていることは疑いようがない。ケルトの伝承はマリー・ド・フランスのレー、『マビノギオン』、アーサー王物語などの中で生き残っている。

## 匿名性
中世の文学作品の大部分は著者不明である。これはこの時代の言語資料が不足しているためだけでなく、当時の著者に対する解釈が、ロマン主義の影響を受けた現代の解釈と大きく異なるためである。中世の著者は古典時代の著者や教父に深く畏敬の念を払っており、自分で話を創作するよりも、過去の作品を再話したり、聞いた話や読んだ話を挿入することの方が多かった。そしてそうした場合でさえ、彼らは古代の作品を伝えているだけだとした。このような考え方では個々の著者の名前はあまり重要ではなく、そのため多くの重要な作品が特定の個人に帰されることがなかったのである。

## 種類

### 宗教

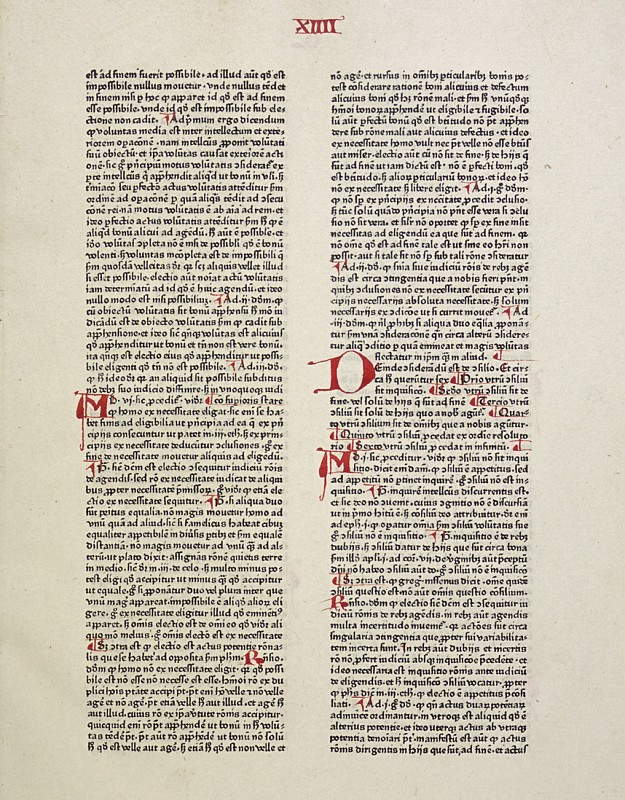
トマス・アクィナス『神学大全』の手写本

キリスト教に関する著作は、中世文学の中でとりわけよく見られる形式である。カトリックの聖職者は中世社会の知識階級の中心であったため、宗教文学が中世で最も多く書き残された。
この時代に数えきれないほどの讃美歌（典礼形式と非典礼形式の両方）が書かれた。典礼は決まった形式を持っていたわけではなく、たくさんのミサ典書がミサの順序を記している。カンタベリーのアンセルムス、トマス・アクィナス、アベラールなどの神学者は大部のキリスト教哲学の著作を書き、ギリシア・ローマの異教の著者の教義と教会のそれの調和を試みた。また、敬虔な人々を励まし不信者に警告するため、聖人伝も頻繁に書かれた。
中でもヤコブス・デ・ウォラギネの『黄金伝説』は特に人気で、当時は聖書よりもよく読まれたとされる。アッシジのフランチェスコは多作な詩人でもあり、彼に続いたフランシスコ派修道士も敬神の表現手段としてよく詩作を行った。「怒りの日」（ディエス・イレ）と「悲しみの聖母」（スターバト・マーテル）は宗教的題材を扱った最も力強いラテン語詩である。ゴリアール詩（四行風刺詩）は、数名の聖職者がキリスト教の教義に反駁するのに使用された。聖職者以外の手で書かれて広まった唯一の宗教作品は、神秘劇だった。単純な聖書の一幕の活人画（タブロー・ヴィヴァン）から発展した神秘劇は、聖書中の重要な事件を再現する劇だった。これらの劇の台本は各地のギルドが管理しており、祝祭日に日中から夜中まで上演された。
キリスト教が圧倒的な地位を占めた中世において、それ以外の宗教は異教として排除されていった。しかし、ヨーロッパ世界の周辺では異教の教えが生き残り、異教文学として細々と書き留められていた。アイスランドではスノッリ・ストゥルルソンが『スノッリのエッダ』や『ヘイムスクリングラ』を書き、ウェールズでは後に『マビノギオン』としてまとめられる『マビノギ四枝』が、アイルランドでは『クーリーの牛争い』などが書かれた。これらはキリスト教の影響を受けつつも、古来のゲルマン人やケルト人の宗教観、神話観を今に伝えている。
中世にはユダヤ人もたくさんの素晴らしい著作家を輩出した。コルドバ生まれのマイモニデス、トロワのラシが最も有名で影響力を持った。

### 世俗
この時代、世俗文学は宗教文学ほど多くは作られなかったが、それでも多くの作品が現存し、豊富な言語資料を提供している。11世紀には宮廷愛が重要な題材となり、特にロマンス語圏（フランス語、スペイン語、プロヴァンス語、ガリシア語＝ポルトガル語、カタルーニャ語など）とギリシア語圏では遍歴の吟遊詩人（トルバドゥール）が歌で生計を立てていた。トルバドゥールの作品は満たされない願望と結び付けられることが多いが、すべての作品がそうであるわけではない（夜明けを歌うオーバドなど）。ドイツではミンネジンガーがトルバドゥールの伝統を受け継いだ。
ゲルマン詩（『ベーオウルフ』や『ニーベルンゲンの歌』など）の伝統に加え、フランクの話材やアクリタス歌を扱う武勲詩（シャンソン・ド・ジュスト：『ロランの歌』や『ディゲニス・アクリタス』など）、それにブルターニュものやローマの話材を扱う騎士道物語（ロマン・クルトワ）が大きな成功を収めた。騎士道物語は扱う題材だけでなく、戦いよりも愛や騎士道を重んじる点で武勲詩と区別される。
中世の終わりには政治詩も書かれ、ゴリアール詩の形式が聖職者だけでなく世俗の著者にも用いられた。旅行記が流行し、遠く離れた地の荒唐無稽な描写（大部分は誇張か作り話だった）で故郷から一歩も外に出たことのない人々を楽しませた。その一方で巡礼、とりわけサンティアゴ・デ・コンポステーラ参りは民衆の一大イベントだった。チョーサーの『カンタベリー物語』は巡礼の様子を細かく描いている。
ヨーロッパ西北端に位置するアイスランドでは、12世紀から14世紀にかけて、サガと呼ばれる長大な散文作品群が古ノルド語で書かれた。これは愛や友情、復讐などきわめて世俗的なテーマが写実的に描かれており、ゲルマン人社会の価値観を知る貴重な資料となっている。

## 著名な作品

### ラテン語
- 哲学の慰め（ボエティウス）
- アベラールとエロイーズの書簡
- 神学大全（トマス・アクィナス）
- カルミナ・ブラーナ
- デンマーク人の事績（サクソ・グラマティクス）

### フランス語
- ロランの歌
- 狐物語
- 薔薇物語
- マリー・ド・フランスのレー
- ランスロまたは荷車の騎士（クレティアン・ド・トロワ）
- トリスタン（ベルール、ブリテンのトマなど）

### イタリア語
- 太陽の賛歌（英語版）（アッシジのフランチェスコ）
- 黄金伝説（ヤコブス・デ・ウォラギネ）
- デカメロン（ボッカチオ）
- 新生（ダンテ・アリギエーリ）
- 神曲（ダンテ・アリギエーリ）
- 世界の記述（東方見聞録）（マルコ・ポーロ）

### スペイン語
- わがシッドの歌

### 英語
- ベーオウルフ
- ブリュ物語（ラヤモン、ウァース）
- カンタベリー物語（ジェフリー・チョーサー）
- アーサー王の死（トマス・マロリー）
- 農夫ピアズ（ウィリアム・ラングランド）
- ガウェイン卿と緑の騎士
- ジョン・マンデヴィルの旅行記

### ドイツ語
- ニーベルンゲンの歌
- トリスタン（ゴットフリート・フォン・シュトラースブルクなど）
- パルツィヴァル（ヴォルフラム・フォン・エッシェンバッハ）

### ノルド語
- 詩のエッダ
- 散文のエッダ（スノッリ・ストゥルルソン）
- ヘイムスクリングラ（スノッリ・ストゥルルソン）
- エギルのサガ
- ニャールのサガ

### ウェールズ語
- マビノギオン

### アイルランド語
- クーリーの牛争い

### 東スラヴ語
- イーゴリ軍記

### ギリシア語
- アレクシオス1世伝（アンナ・コムネナ）
- ディゲニス・アクリタス

### 他
- 英雄の歌 (ゲルマン人)

## 関連書籍
- 原野昇編『フランス中世文学を学ぶ人のために』世界思想社、2007年
- 中央大学人文科学研究所編『剣と愛と - 中世ロマニアの文学』中央大学出版部、2004年
- 中央大学人文科学研究所編『続 剣と愛と - 中世ロマニアの文学』中央大学出版部、2006年
- 中央大学人文科学研究所編『英雄詩とは何か』中央大学出版部、2011年